# Liste des codes OTAN pour les missiles air-sol
Liste des codes OTAN pour les missiles air-sol de la série AS, avec les désignations soviétiques :

## Union soviétique/Russie
- AS-1 "Kennel" (KS-1 Kometa)
- AS-2 "Kipper" (K-10S Yen)
- AS-3 "Kangaroo" (Kh-20)
- AS-4 "Kitchen" (Kh-22 Burya)
- AS-5 "Kelt" (Kh-11/KSR-2)
- AS-6 "Kingfish" (Kh-26/KSR-5)
- AS-7 "Kerry" (Kh-66, Kh-23 Grom)
- AS-8 (9M114V Shturm-V)
- AS-9 "Kyle" (Kh-28)
- AS-10 "Karen" (Kh-25)
- AS-11 "Kilter" (Kh-58 Izdeliye D-7)
- AS-12 "Kegler" (Kh-25MP, Kh-27PS)
- AS-13 "Kingbolt" (Kh-59 Ovod)
- AS-14 "Kedge" (Kh-29)
- AS-15 "Kent" (Kh-55/Kh-65S Izdeliye 120)
- AS-16 "Kickback" (Kh-15)
- AS-17 "Krypton" (Kh-31)
- AS-18 "Kazoo" (Kh-59M Ovod-M)
- AS-X-19 "Koala" (3M25A Meteorit-A)
- AS-20 "Kayak" (Kh-35/Kh-37 Uran)
- AS-X-21 (Kh-90 GELA)
- AS-22 "Kazoo" (Kh-59MK2 / Kh-69)
- AS-23 "Kodiak" (Kh-101 / Kh-102)
- AS-24 "Killjoy" (Kh-47M2 Kinzhal)

## Chine
- CH-AS-1 Kraken (YJ-61)[1]
- CH-AS-5 Keystone
- CH-AS-X-13 (Air-launched DF-21D derivative)[2]

## References
1. ↑  « C-611 / YJ-61 / YJ-63 », globalsecurity
2. ↑  Newdick, « This Is Our Best Look Yet At China’s Air-Launched ‘Carrier Killer’ Missile », The Drive, 19 avril 2022